# دانيال توريس (فنان قصص مصورة)
دانيال توريس (بالإسبانية: Daniel Torres)‏ هو فنان قصص مصورة إسباني، ولد في 20 أغسطس 1958 في Teresa de Cofrentes ‏ في إسبانيا.

## وصلات خارجية
- دانيال توريس على موقع ديسكوغز (الإنجليزية)